# ロナルド・サイム
サー・ロナルド・サイム（Sir Ronald Syme, 1903年3月11日エルタム - 1989年9月4日オックスフォード）は、イギリス連邦の歴史学者。
古代ヨーロッパ史の大家であり、オックスフォード大学の古代史担当教授（キャムデン教授職）、英国アカデミー会員などを務めた。20世紀で最も偉大な古代ローマ史の研究者と評価されている。晩年はアメリカ哲学協会会員。

## 生涯
1903年3月11日、英領ニュージーランドのノース・アイランドにあるタラナキ州エルタム市に生まれる。後にニュープリマス市に移住し、オークランド大学とビクトリア大学で文学とフランス語、西洋古典学を学んだ。1925年から27年にかけてオックスフォード大学のSchool of Literae Humanioresに在学。歴史学と哲学を専攻してトマス・モアを研究して優等な成績を収めた。オックスフォード在学中、論文に関する学内選考であるゲーズフォード賞を受賞している。
彼の最初の学究的な仕事は1928年に「Journal of Roman Studies」で発表された。1929年、トリニティー・カレッジの研究員となり、ローマ軍の国境防衛策に関する研究で高い名声を獲得した。
1939年の秋、『ローマ革命』を出版。 "The Roman constitution was a screen and a sham."という言葉は学会に衝撃を与えた。彼はエドワード・ギボンやフリードリヒ・ムンツァーの影響を受けており、プロソポグラフィの達人であったが、ルイス・バーンスタイン・ネイミアに師事していたわけではない。
第二次世界大戦の間、ベオグラードで大使館報道官として働きつつ、現地の学者と交流するうちセルビア・クロアチア語を習得した。後にアンカラやイスタンブール大学で教鞭を執った。イギリス政府の対枢軸国活動に加わっていたのではないかとする説もあるが、憶測の域を出ない。
イギリス帰国後の1944年に英国アカデミー会員に選出され、5年後の1949年にオックスフォード大学のブレイズノーズ・カレッジで古代史担当の歴史学教授（キャムデン教授職）に任命され、1970年まで務めた。歴史学者としての功績を評価されて1959年にナイトの爵位を、1976年にメリット勲章をそれぞれ授与された。86歳の長寿を全うするまで、イギリス歴史学会の重鎮として精力的にローマ史の研究を続けた。
晩年は『ローマ皇帝群像』の研究に打ち込み、死の一週間前まで執筆し続け、今後の講演予定を立てていたという。最後はオクスフォードの病院で亡くなった。

## 人物
驚異的記憶力で知られ、時には古代ローマ人になりきって語ることがあったという。彼は「自分のスタイルを守る」ことにこだわりを持っており、私生活をあまり語らなかった。非常に勤勉で、音楽を「雑音」と呼ぶなど趣味とは無縁のようだったが、酔うとスウィンバーンの詩を口ずさむことがあった。また、ジョージ・ビアドー・グランディの口まねをしてみたり、アメリカ哲学協会の仲間に「ベンジャミン・フランクリン・ギャング」とあだ名を付けるような一面もあったという。

## 著書
日本でも有名な『ローマ革命』では、共和政ローマ末期の内乱の一世紀を革命と見なす従来の説を更に推し進め、それまで差別的な扱いを受けてきたイタリック人のエリートたちが、同じ地方出身のアウグストゥスを担いでローマのノビレス支配体制を覆したとした。それを支えていたのは、同盟市戦争の結果市民権を得、ローマ軍団に組み込まれたイタリア人の無資産階級（プロレタリイ）であり、彼らによる社会革命であったとも主張している。
- The Roman Revolution. Oxford University Press. (1939)
  - 逸身喜一郎他 訳『ローマ革命（上・下）』岩波書店、2013年。
- Tacitus. Oxford Clarendon Press. (1958)
- E. Badian, ed (1979). Roman Papers. I, II. Oxford Clarendon Press
  - Anthony R. Birley, ed (1984). Roman Papers. III. Oxford Clarendon Press
    - Anthony R. Birley, ed (1988). Roman Papers. IV, V. Oxford Clarendon Press
      - Anthony R. Birley, ed (1991). Roman Papers. VI, VII. Oxford Clarendon Press
- The Augustan Aristocracy. Oxford Clarendon Press. (1986)

## 参考資料
- British Academy Register（リンク切れ）
- Obituaries of Syme appear in the Proceedings of the American Philosophical Society (vol. 135, no. 1, 119–122) and in The Journal of Roman Studies (vol. 80, xi–xiv)
- G. W. Bowersock (1991). Ronald Syme (March 11, 1903-September 4, 1989). American Philosophical Society
- 砂田徹『前八〇年代の内乱とイタリアの関与 ローマ市民権拡大との関連で』北海道大学文学研究科、2010年。
- AP (1989年9月7日). “Ronald Syme, 86, Classics Scholar And Historian at Oxford, Is Dead”. The New York Times 2021年12月16日閲覧。 {{cite news}}: |date=の日付が不正です。 (説明); 不明な引数|1=が空白で指定されています。 (説明)⚠⚠